# Papegøjebusk-slægten
Papegøjebusk-slægten (Parrotia) vokser kun på bjergene i det nordlige Iran. Slægten har kun én art.
| Arter |

- Papegøjebusk (Parrotia persica)

 Der er for få eller ingen kildehenvisninger i denne artikel, hvilket er et problem. Du kan hjælpe ved at angive troværdige kilder til de påstande, som fremføres i artiklen.